# Seaton (Rutland)
Seaton – wieś w Anglii, w hrabstwie Rutland. Leży 12 km na południowy wschód od miasta Oakham i 125 km na północ od Londynu. W 2001 miejscowość liczyła 178 mieszkańców.